# 甘肃省畜牧兽医研究所
甘肃省畜牧兽医研究所（简称甘肃省牧研所），是位于中华人民共和国甘肃省平凉市的一所综合性畜牧兽医研究机构，也是甘肃省农业农村厅直属事业单位。

## 历史沿革
1940年，成立甘肃省农业改进所，时任甘肃省建设厅厅长张心一兼任所长。1944年1月1日，筹备成立甘肃省畜牧兽医研究所，属甘肃省建设厅领导。所长罗清生，副所长汪国舆，研究员邝荣禄、胡祥壁、熊大仕（兼）等。所址位于兰州市中山林。1947年，并入国立兽医学院。:377
1960年11月，在甘肃省兽医诊断室的基础上成立新的甘肃省畜牧兽医研究所，属甘肃省畜牧厅领导，所址位于兰州市刘家坪。1964年2月21日，在平凉市工商局登记注册挂牌成立。1966年，研究所迁至平凉市。1969年，与甘肃省草原工作队和甘肃省兽疫防治队合并，改称甘肃省畜牧兽医工作队。1972年，工作队并入中国农业科学院西北畜牧兽医研究所畜牧、养羊、牧草三个研究室（简称畜牧三室）。1976年机构调整，将甘肃省畜牧兽医工作队改组，分别建立甘肃省草原工作队、甘肃省畜牧兽医工作总站和甘肃省畜牧研究所。1978年，中国农业科学院收回畜牧三室人员，恢复甘肃省畜牧兽医研究所建制。:379

## 机构设置
- 办公室
- 动物科学研究室
- 动物医学研究室
- 信息文献室
- 科研管理科
- 财务科
- 后勤服务中心

## 历任所长
毕获恩、马宗瀛、董承庄、雷致中等。